# Raphael H. Cohen
 (septembre 2022).
La mise en forme du texte ne suit pas les recommandations de Wikipédia : il faut le « wikifier ».
Les points d'amélioration suivants sont les cas les plus fréquents. Le détail des points à revoir est peut-être précisé sur la page de discussion.
- Les titres sont pré-formatés par le logiciel. Ils ne sont ni en capitales, ni en gras.
- Le texte ne doit pas être écrit en capitales (les noms de famille non plus), ni en gras, ni en italique, ni en « petit »…
- Le gras n'est utilisé que pour surligner le titre de l'article dans l'introduction, une seule fois.
- L'italique est rarement utilisé : mots en langue étrangère, titres d'œuvres, noms de bateaux, etc.
- Les citations ne sont pas en italique mais en corps de texte normal. Elles sont entourées par des guillemets français : « et ».
- Les listes à puces sont à éviter, des paragraphes rédigés étant largement préférés. Les tableaux sont à réserver à la présentation de données structurées (résultats, etc.).
- Les appels de note de bas de page (petits chiffres en exposant, introduits par l'outil «  Source ») sont à placer entre la fin de phrase et le point final[comme ça].
- Les liens internes (vers d'autres articles de Wikipédia) sont à choisir avec parcimonie. Créez des liens vers des articles approfondissant le sujet. Les termes génériques sans rapport avec le sujet sont à éviter, ainsi que les répétitions de liens vers un même terme.
- Les liens externes sont à placer uniquement dans une section « Liens externes », à la fin de l'article. Ces liens sont à choisir avec parcimonie suivant les règles définies. Si un lien sert de source à l'article, son insertion dans le texte est à faire par les notes de bas de page.
- La présentation des références doit suivre les conventions bibliographiques. Il est recommandé d'utiliser les modèles {{Ouvrage}}, {{Chapitre}}, {{Article}}, {{Lien web}} et/ou {{Bibliographie}}. Le mode d'édition visuel peut mettre en forme automatiquement les références.
- Insérer une infobox (cadre d'informations à droite) n'est pas obligatoire pour parachever la mise en page.

Pour une aide détaillée, merci de consulter Aide:Wikification.
Si vous pensez que ces points ont été résolus, vous pouvez retirer ce bandeau et améliorer la mise en forme d'un autre article.
Raphael H. Cohen est un professeur suisse, conférencier, auteur, entrepreneur en série, ancien business angel et directeur académique de programmes MBA,. Il est titulaire d'un doctorat en économie de l'Université de Genève, en Suisse. Il est propriétaire et directeur général de Getratex SA, ainsi qu'Academic Fellow de l'Université de Genève. De 2001 à 2021, Cohen a été codirecteur académique de la spécialisation Leadership entrepreneurial du eMBA de l'Université de Genève. Il a également été professeur à l'Université de Thunderbird,.
Cohen a mis en place les premiers programmes d'enseignement de l'entrepreneuriat et de l'intrapreneuriat dans un certain nombre d'institutions, dont l'École polytechnique fédérale de Lausanne (EPFL),.
Cohen a créé le modèle IpOp, une approche de l'innovation et de l'entrepreneuriat,. Ce modèle est l'un des nombreux modèles qui ont pour objectif d'aider les entreprises dans leur gestion de l'innovation.

## Vie et activités professionnelles
Cohen a commencé sa carrière chez Getratex SA en 1975, où sa première opportunité intrapreneuriale l’a amené à créer une nouvelle division pour vendre des vêtements. En 1977, cette division a obtenu la licence Disney pour les vêtements. Pour réduire son exposition à l'industrie de la mode, il a initié en 1980 une diversification, qui l'a conduit à investir dans plusieurs startups. Depuis qu'il est devenu un business angel, Cohen a été impliqué dans de nombreuses entreprises, notamment des attractions touristiques, la thématisation d'espaces publics, les traitements de surface, les produits financiers dérivés, le marketing digital, les logiciels, la cosmétique, les produits de grande consommation, l'immobilier, la construction et des projets high tech. En tant que conseiller privilégié pour plusieurs grandes entreprises, il est devenu un expert en innovation, intrapreneuriat et leadership,.
En 1982, il a obtenu son doctorat en économie tout en dirigeant un groupe international d'entreprises et plusieurs start-ups.
Cohen a été membre du conseil d'administration de nombreuses sociétés, dont une banque suisse. Il est aussi chroniqueur pour divers journaux et magazines de management comme Harvard Business Review France, Forbes, L'AGEFI, PME Magazine, Le Temps , etc.

## Carrière

### Management Boosters
Cohen a créé Management Boosters en 2001, comme une division de Getratex SA, afin de fournir aux business schools et aux entreprises des formations, du mentorat et des conférences sur l'innovation, intrapreneuriat et le leadership.

### Université de Genève
De 2001 à 2021, Cohen a été le codirecteur académique de la spécialisation en entrepreneuriat de l'eMBA de l'Université de Genève, en Suisse, un executive MBA axé sur l'innovation, l'entrepreneuriat et le business development,.

## Contributions académiques

### Modèle IpOp
Cohen a créé le Modèle IpOp en tant que feuille de route au niveau de l'avant-projet/idée ou analyse d'opportunité. Le modèle est destiné à aider les innovateurs à analyser et à mûrir leur idée afin de produire un dossier d'opportunité ou un plan d'affaires pour se convaincre ainsi que les décideurs, tels que les investisseurs ou la direction, des mérites de l'opportunité,. Il a été utilisé par un certain nombre d'entreprises pour des projets innovants, notamment Nestlé, Oracle, Bühler, SICPA et La Poste.

### MicroMBA MB
Pour aider les organisations à bénéficier du potentiel d'innovation de leurs employés, Cohen a conçu et mis en œuvre le programme MicroMBA MB,. Combinant le modèle IpOp avec les principes fondamentaux enseignés dans un executive MBA, le MicroMBA MB permet aux cadres intermédiaires de devenir des agents proactifs du changement. Les participants au programme doivent identifier et mettre en œuvre en groupe un projet réel de leur choix qui soutient la stratégie de leur employeur. Ces projets se traduisent par un retour sur investissement mesurable pour l'organisation, faisant de la formation un centre de profit.

### Leadership équitable et bienveillant
Cohen a été l'un des premiers à parler de leadership bienveillant dans un article publié en 2013. Son analyse complémentaire de l'engagement et de l'application des règles dans les organisations l'a conduit à développer le concept de leadership équitable et bienveillant qu'il enseigne dans les séminaires de business schools et de formation des cadres. Son livre publié en 2019 « Les leviers de l'engagement – 54 bonnes pratiques pour entraîner, inspirer et réussir ensemble » décrit les leviers pour optimiser le niveau d'engagement des équipes.

## Diplômes académiques
- 1975 : Licence en sciences commerciales et industrielles – Université de Genève
- 1982 : Doctorat en sciences économiques (Ph.D.), Université de Genève[37]
- 1988 – Diplôme de l'Institut d'études immobilières - diplôme d'études supérieures en immobilier, Genève